# Torsen
El diferencial torsen (nombre oficial Torsen traction) no se puede considerar como un diferencial autoblocante, ya que no se bloquea, sino que envía el par motor a la rueda o eje que mejor adherencia tenga, evitando así el deslizamiento de la otra. Fue inventado por el estadounidense Vernon Gleasman y fabricado por Gleason Corporation. Torsen es una contracción del inglés torque sensitive.

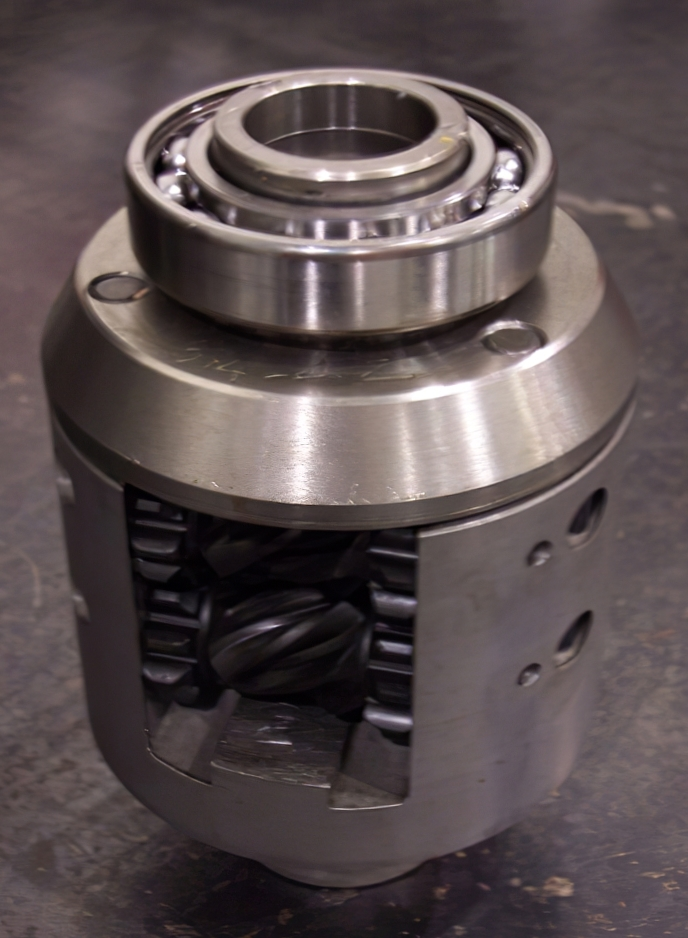
Diferencial torsen de un Audi Quattro

El torsen es el único sistema capaz de repartir el deslizamiento de forma independiente a la velocidad de giro de los semiejes. Funciona mediante la combinación de tres pares de ruedas helicoidales que engranan a través de dientes rectos situados en sus extremos (engranajes de concatenación). La retención o el aumento de la fricción se produce porque las ruedas helicoidales actúan como un mecanismo de tornillo sin fin: el punto de contacto entre los dientes se desplaza sobre una línea recta a lo largo del propio diente, lo que significa la unión del movimiento de giro de las ruedas con el movimiento de deslizamiento que supone fricción. El tarado o grado de resistencia se determina precisamente por el ángulo de la hélice de estas ruedas helicoidales. 
En cualquier diferencial autoblocante, ya sea convencional o viscoso, el reparto de fuerza entre los dos semiejes se realiza siempre de forma proporcional a su velocidad de giro, sin embargo el diferencial Torsen puede repartir la fuerza del motor a cada semieje en función de la resistencia que oponga cada rueda al giro, pero al mismo tiempo permite que la rueda interior en una curva gire menos que la exterior, aunque esta última reciba menos par. 

Si lo comparamos con un diferencial convencional, en un Torsen se sustituyen los satélites convencionales por tres pares de engranajes helicoidales, engranados dos a dos por piñones de dientes rectos en sus extremos. Los planetarios en este caso son tornillos sin fin, con los cuales engrana cada uno de los engranajes helicoidales.

## Aplicaciones Torsen

### Central
- Alfa Romeo Q4, versiones: 156 Crosswagon & Sportwagon, 159, Brera & Spider Q4
- Tracción Quattro, versiones de Audi:
  - Audi Quattro (desde 1987)
  - Audi 80 & 90, Audi S2, Audi RS2 Avant
  - Audi 100 / Audi 200 / Audi 5000
  - Audi Coupé quattro
  - Audi A4, Audi S4, Audi RS4, A4 allroad quattro
  - Audi A5 & S5
  - Audi A6, Audi S6, Audi RS6
  - Audi A8, Audi S8
  - Audi A6 allroad quattro
  - Audi Q5
  - Audi Q7
  - Audi V8 (transmisión manual)
- Chevrolet TrailBlazer SS
- Lexus GX, LS, LX
- Range Rover L322
- Saab 9-7X Aero
- Toyota: 4runner, FJ Cruiser (solo transmisión manual), Toyota Landcruiser 200, Toyota Landcruiser 120/150
- Volkswagen Passat B5
- Nissan Frontier (Nismo/Pro 4x Off Road)
- Volkswagen Amarok 2.0 Bi-TDI Automática
- Volkswagen Amarok 3.0 V6 Automática

### Central y trasera
- Audi V8 (con transmisión manual)

### Eje delantero y trasero
- Humvee
- Mitsubishi lancer evolution V RS
- Mitsubishi lancer evolution VI RS

### Solo eje delantero
- Renault megane rs
- Honda/Acura Integra Type R
- Alfa Romeo: GT, 147 Q2
- Honda Civic Si (06-presente)
- Honda Civic 1.8 VTi Europa y Reino Unido (5 puertas y Rural Aerodeck, 1996–2000)
- Ford Focus RS
- Nissan Maxima SE 6 velocidades manual
- Nissan Sentra SE-R Spec-V
- Oldsmobile Calais W41 (7 vehículos equipados de fábrica, con la opción código C41)
- Oldsmobile Achieva W41 (7-10 coches equipados de fábrica, con la opción código C41)
- Rover 200 Coupé Turbo, 200 BRM/LE, 220 Turbo, 420 Turbo, 620 Ti, 820 Vitesse (200PS version only)
- Honda Accord Type R
- Subaru Impreza STI después de 2005
- Ford F-150 SVT Raptor a partir del modelo año 2012
- Volvo 850 T5-R
- Volvo 850 R
- Peugeot 308 GTI T9

### Solo eje trasero
- Audi V8 (con transmisión manual)
- Audi R8
- Alfa Romeo: 155 Q4, 164 Q4
- Citroën BX 4x4 with ABS (same as Peugeot 405 4x4)
- Ford Ranger FX4 2002 only,  Ranger FX4 Level II 2003-2008
- Honda S2000
- Hyundai Genesis Coupe
- Lancia Delta 4WD e Integrale
- Lexus IS200/IS300, Lexus IS F, Lexus LFA
- Maserati Biturbo
- Mazda: Miata/MX-5 (option on 94-05 manual models), RX-7, RX-8
- Peugeot 205 t16
- Peugeot 405 4x4 with ABS (same as Citroën BX 4x4)
- Peugeot 505  turbo sedan (1989 model year only)
- Subaru Impreza WRX STI (2007–2011)
- Toyota Celica GT-Four, Toyota Supra, Toyota Soarer, Toyota Aristo, Toyota Mark II, Toyota Chaser, Toyota Cresta, Toyota Verossa
- Pontiac Firebird 4th Generation, only years 1999-2002
- Chevrolet Camaro 4th Generation, only years 1999-2002
- Chevrolet Camaro SS 4th Generation, option in years 1996-?
- Subaru Legacy spec.B
- Nissan Silvia S15 SpecR
- 2012 Ford Mustang Boss 302, opción. Estándar en la edición Laguna Seca.
- Toyota FT-86 2013 (A lanzarse en la primavera de 2012, como un modelo 2013)
- Subaru BRZ 2013 (A lanzarse en la primavera de 2012, como un modelo 2013)
- Scion FR-S 2013 (A lanzarse en la primavera de 2012, como un modelo 2013)